# Segundo Frente Ucraniano
El Segundo Frente Ucraniano, (en ruso: Второй Украинский фронт, Vtoroy ukrainskii front) fue un frente (grupo de ejércitos) del Ejército Rojo de la Unión Soviética durante la Segunda Guerra Mundial.

## Historial de combate
El Segundo Frente Ucraniano recibió el nombre inicial de Frente de la Estepa (en ruso: Степной фронт) al ser creado el 9 de julio de 1943, consistente en una gran agrupación de tropas soviéticas situada entre Tula-Yeléts-Stary Oskol-Rossosh, la gran reserva del antiguo Frente Central y del Frente de Vorónezh que guardaban la ciudad de Kursk, de donde el mariscal Gueorgui Zhúkov pretendía sacar las unidades cuando fuera necesario para comenzar la ofensiva una vez los alemanes hubieran sido detenidos en la Batalla de Kursk. El primer Comandante en Jefe de aquel frente era el general Ivan Kóniev.
El Frente de la Estepa lo componían los siguientes ejércitos de infantería: El 27.º, 47.º, 53.º y 5.º Ejército de la Guardia. Un ejército de tanques, el 5.º Ejército de Tanques de la Guardia, y un grupo aéreo (el quinto) sumándose a esto también tres cuerpos de ejército de caballería, dos de tanques y uno motorizado. 
Al terminar la Batalla de Kursk, el Frente de la Estepa participó en las campañas del Dniéper, que lo introdujeron en las regiones del este de Ucrania, en tanto el teatro de operaciones del Ejército Rojo se movía ya hacia el oeste tras los triunfos sobre la Wehrmacht, ante esta situación el 20 de octubre de 1943 este Frente fue convertido en el Segundo Frente Ucraniano para destacar que el escenario de la lucha abarcaba ahora la entonces RSS de Ucrania.
El Segundo Frente Ucraniano no cambió esta denominación hasta el final de la guerra y participó en las operaciones finales de la Batalla del Dniéper, siguiendo al mando del general Kónev. Entre diciembre de 1943 y abril de 1944 participó en la Ofensiva del Dniéper-Cárpatos, apoyando además el cerco de tropas alemanas en la Batalla de Kamianets-Podilski. Luego combatió en la 1ª Ofensiva Jassy-Kishinev, durante la cual el mando del Segundo Frente Ucraniano fue transferido al Mariscal de la Unión Soviética Rodión Malinovski, quien lo conservaría hasta el final de la guerra.
Posteriormente, el Segundo Frente Ucraniano participó exitosamente a lo largo de 1944 en la 2.ª Ofensiva Jassy-Kishinev, la ofensiva soviética que alcanzó Yugoslavia (incluyendo la liberación de Belgrado) y luego en la campaña contra Hungría y Austria de 1945, culminando en la eliminación de la última resistencia de la Wehrmacht en Europa Central durante la Batalla de Praga en los primeros días de mayo de 1945. Terminada la contienda, fue desbandado por la Stavka.

## Composición
A 8 de abril de 1944, al empezar la Primera Ofensiva de Jassy-Kishinev el Segundo Frente Ucraniano se encontraba bajo el mando del Mariscal de la Unión Soviética Iván Kónev, e incluía las siguientes unidades:
- 6° Ejército de Tanques de la Guardia
- 18° Cuerpo de Tanques
- Grupo de Caballería Mecanizada o KMG Gorshkov
- 5.º Cuerpo de Caballería de la Guardia
- 23° Cuerpo de Tanques
- 4° Ejército de Guardias
- 7° Ejército de Guardias
- 27° Ejército
- 52° Ejército
- 40° Ejército
- 53° Ejército

A 29 de octubre de 1944, al comenzar la Batalla de Budapest, el Segundo Frente Ucraniano se encontraba bajo el mando del Mariscal de la Unión Soviética Rodión Malinovski, e incluía las siguientes unidades: 
- 6° Ejército de Tanques de la Guardia
- 7° Ejército de Guardias
- 27° Ejército
- 40° Ejército
- 53° Ejército
- 4° Cuerpo de Caballería de la Guardia
- 6° Cuerpo de Caballería de la Guardia
- 5° Ejército Aéreo

## Mando

### Comandantes
- General del Ejército, desde el 20 de febrero de 1944 Mariscal de la Unión Soviética Iván Kónev (octubre de 1943 - mayo de 1944);
- General del Ejército, desde el 10 de septiembre de 1944 Mariscal de la Unión Soviética Rodión Malinovski (mayo de 1944 - hasta el final de la guerra).

### Miembros del Consejo Militar
- Teniente General de Blindados Iván Susaykov (octubre de 1943 - marzo de 1945);

- Teniente General Alexander Tevchenkov (marzo de 1945 - hasta el final de la guerra).

### Jefe del Estado Mayor
- Coronel General, desde el 29 de mayo de 1945 General de Ejército Matvéi Zajárov (octubre de 1943 - hasta el final de la guerra).